# Chiloscyphus fragilis
Chiloscyphus fragilis là một loài Rêu trong họ Lophocoleaceae. Loài này được (Roth) Schiffner mô tả khoa học đầu tiên năm 1910.